# クサンテン

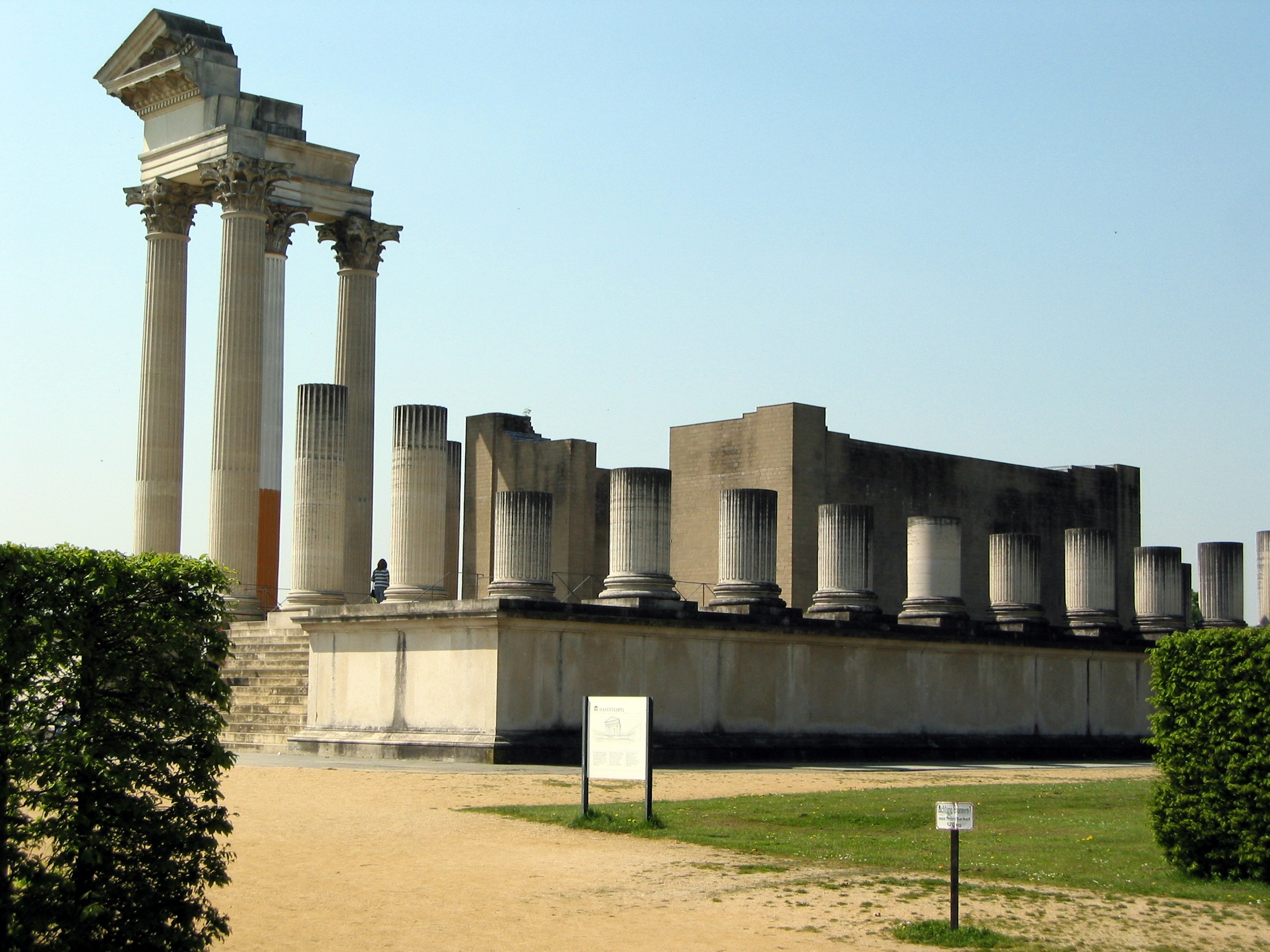
古代ローマの遺跡（復元）

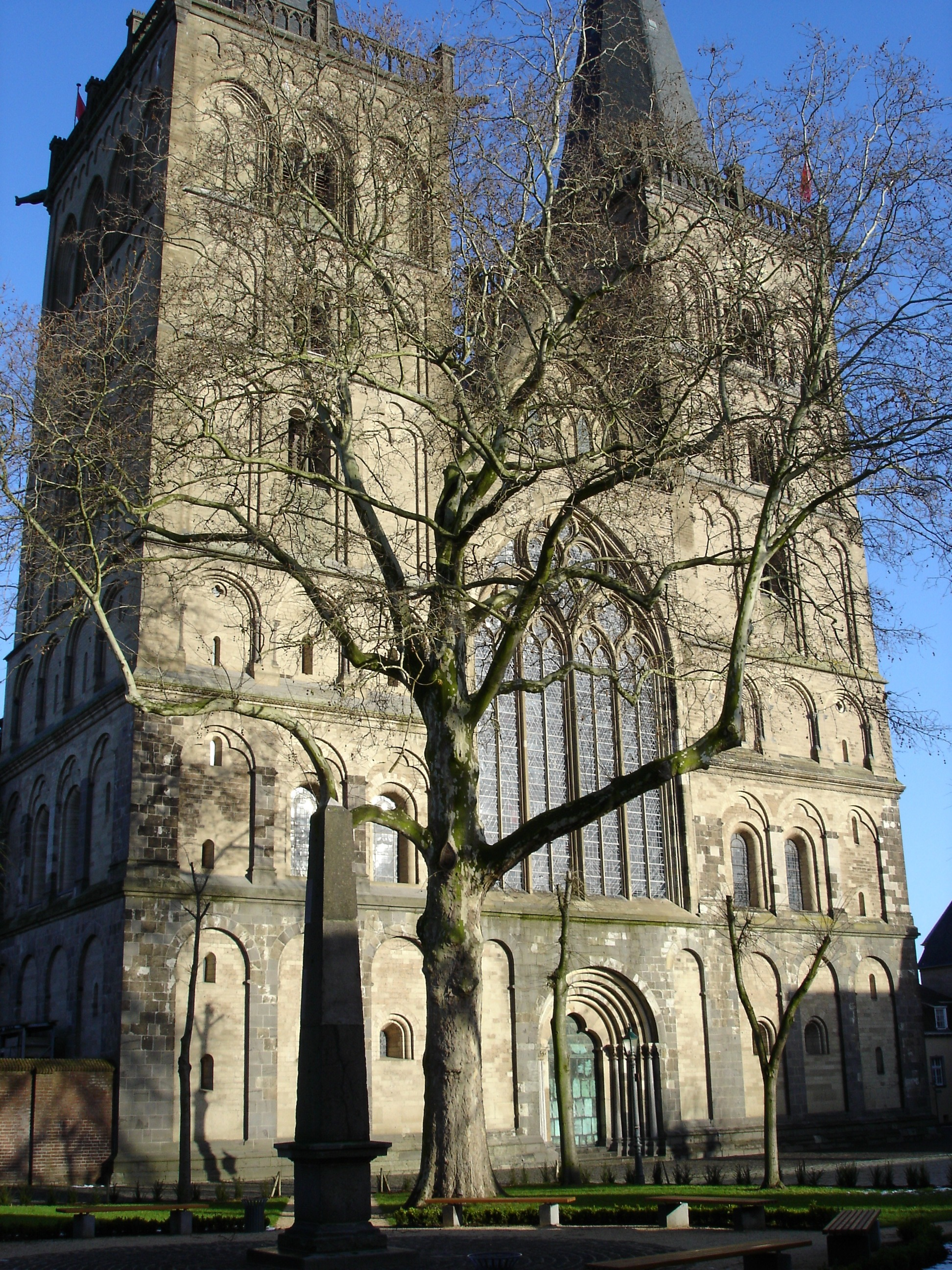
大聖堂

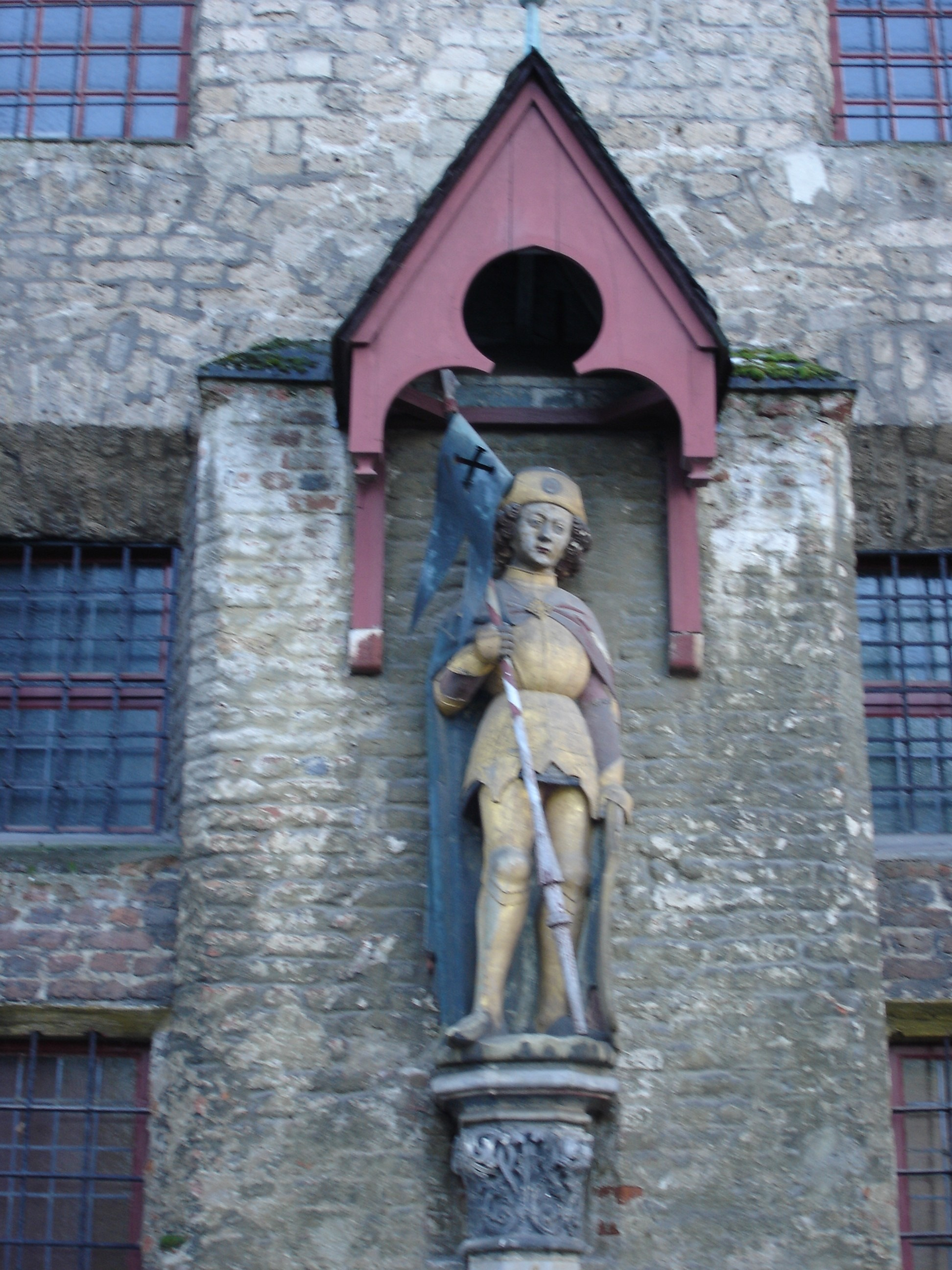
守護聖人ヴィクトル

クサンテン（Xanten）はドイツ連邦共和国の都市。ノルトライン＝ヴェストファーレン州に属する。人口は約22,000人。古代ローマの軍営都市がその起源であり、一部の遺跡は復元がなされている。

## 地勢・産業
オランダ国境に近く、ライン川左岸に位置する小さな街。古代ローマの遺跡が発掘・復元されており、とりわけ1980年代より観光産業にも力をいれている。近隣の都市としては、約45キロ北西にオランダのナイメーヘン、30キロ南東にはデュースブルクが位置する。

## 歴史
ローマ帝国の初代皇帝アウグストゥスの時代に、ライン川右岸のゲルマン人に対抗して建設された軍営都市が起源である。しかし、ここから出兵したローマ軍はトイトブルクの戦いで敗北し、ライン川がローマ・ゲルマンの国境となった。トラヤヌス帝の時代、100年ころに植民市（コロニア）としての地位が認められ、コロニア・ウルピア・トラヤーナ（Colonia Ulpia Traiana）と称されるようになった。この植民市は、ローマ帝国の属州である下ゲルマーニアにおいてコロニア・アグリッピナ（現在のケルン）に次ぐ第2の大都市であった。1977年に開設されたArchäologischer Park（「考古学公園」）は、約1万人の人口を擁した当時のこの都市の様子を偲ばせる。
ローマ帝国が衰退していく中、3世紀にはゲルマン人、特にフランク族の襲撃を受けて荒廃した。

4世紀後半、殉教者墓地の上に木造の cella memoria（死者記念聖堂）が建造され、450年にはそれが石造の建物にとってかえられ、さらに10世紀後半には豪壮な教会堂となった（献堂式967/969）。この教会堂を核として、その後1263年以降16世紀半ばまで長い年月にわたって建築作業が行われ、ついにライン下流地域でケルン大聖堂に次ぐ最も重要なゴシック様式の教会建築、聖ヴィクトル大聖堂（St. Viktordom）が生まれ、今日もその偉容を誇っている。この教会と宗教施設の周辺に商人の集落が生まれた。

9世紀以降「聖者たちの場所」を意味するクサンテン（ad Sanctos, Xanctum, de Xancto, Xantum）という地名が史料にみられるようになる。
一時、ノルマン人の襲撃を受けて荒廃したが、まもなく復興したライン川沿いの交易都市として栄え、1228年にはケルン大司教から都市特権を認められた。16世紀初めには衰退が見られ、1500年ころの人口は約2500人にまで減少した。
第二次世界大戦では連合国による空襲の攻撃対象となり、大聖堂も含めた街の多くが深刻な打撃を受けた。最終的に街はカナダ軍の占領を受け、連合国側に屈服した。

## 聖ヴィクトル
聖ヴィクトル大聖堂の守護聖人ヴィクトルは、キリスト教徒の大迫害で知られるディオクレティアヌス帝の時代に、テーベ軍団の一員としてクサンテンの近くで殺害されたとされる。現在は大聖堂の前にヴィクトルの立像が飾られている。

## ニーベルングの指環・ニーベルンゲンの歌・ジークフリート
クサンテンは、ブルグント族の滅亡を描いた中世ドイツの英雄叙事詩『ニーベルンゲンの歌』等に基づいて作られたワーグナーの楽劇『ニーベルングの指環』に登場するジークフリートの生誕地ともされている。

## 姉妹都市
- ソールズベリー（イングランド）

## 引用
1. ↑  Bevölkerung der Gemeinden Nordrhein-Westfalens am 31. Dezember 2023 – Fortschreibung des Bevölkerungsstandes auf Basis des Zensus vom 9. Mai 2011
2. 1 2   Lexikon des Mittelalters. Bd. IX/2.  München: LexMA Verlag 1998 (ISBN 3-89659-892-9), Sp. 397.
3. ↑  エーディト・エネン著 佐々木克巳訳 『ヨーロッパの中世都市』岩波書店、1987年、(ISBN 4-00-002373-X) 、36頁。
4. 1 2  Michael Imhof / Stephan Kemperdick: 　Der Rhein. Kunst und Kultur von der Quelle bis zur Mündung. Darmstadt: Wissenschaftliche Buchgesellschaft 2004 (ISBN 3-534-17215-9). S. 148-149.
5. ↑   Dieter Berger: de:Duden, geographische Namen in Deutschland: Herkunft und Bedeutung  der Namen von Ländern, Städten, Bergen und Gewässern, Bibliographisches Institut, Mannheim/Wien/Zürich 1993 (ISBN 3-411-06251-7), S. 283.
6. ↑   Dieter Berger: de:Duden, geographische Namen in Deutschland: Herkunft und Bedeutung  der Namen von Ländern, Städten, Bergen und Gewässern, Bibliographisches Institut, Mannheim/Wien/Zürich 1993 (ISBN 3-411-06251-7), S. 284.
7. ↑   Lexikon des Mittelalters. Bd. IX/2.  München: LexMA Verlag 1998 (ISBN 3-89659-892-9), Sp. 399.
8. ↑  渡邊昌美『中世の奇蹟と幻想』岩波新書　1989　(ISBN 4-00-430098-3)、125-127頁は、ヴィクトルの属していた「テーベ軍団」について、「皇帝マクシミアヌスがガリアの叛乱に対処すべく動員した軍隊の中に、エジプトで徴募された、キリスト教徒だけからなる軍団、通称テーベ軍団があったということであります。全軍レマン湖畔に集結して勝利祈願の儀式を挙行した時、この軍団だけは異教の祭儀への参加を拒否してアガウヌムに退去し、ために全軍の襲撃を受けて全滅します」と述べた後で、5世紀の『アガウヌム殉教記』から「ウルススとヴィクトルのみ逃れて、後日ソルールで殉教した」と引用している。- 一方、 Erhard Gorys : Lexikon der Heiligen.  München: Deutscher Taschenbuch Verlag, 6. Aufl. 2005 (ISBN 3-423-34149-1), S. 315/6 (zu ≫Thebäische Legion≪)は、ヴィクトルはクサンテンで330人の兵士とともに殉教した、としている。  - Lexikon des Mittelalters. Bd. VIII. München: LexMA Verlag 1997 (ISBN 3-89659-908-9), Sp. 612 (zu ≫Thebaische Legion≪)も参照。
9. ↑  Hiltgart L. Keller: Reclams Lexikon der Heiligen und der biblischen Gestalten. Stuttgart: Reclam 1968, S. 499.
10. ↑  石川栄作訳『ニーベルンゲンの歌　前編』筑摩書房（ちくま文庫）（ISBN 978-4-480-42816-5）2011、15頁。